# Махари (Любуське воєводство)
Махари (пол. Machary) — село в Польщі, у гміні Стшельці-Краєнські Стшелецько-Дрезденецького повіту Любуського воєводства.
Населення — 90 осіб (2011).
У 1975-1998 роках село належало до Гожовського воєводства.

## Демографія
Демографічна структура станом на 31 березня 2011 року:
|          | Загалом | Допрацездатний вік | Працездатний вік | Постпрацездатний вік |
| -------- | ------- | ------------------ | ---------------- | -------------------- |
| Чоловіки | 50      | 13                 | 32               | 5                    |
| Жінки    | 40      | 4                  | 22               | 14                   |
| Разом    | 90      | 17                 | 54               | 19                   |